# اتحاد البليدة
الاتحاد الرياضي لمدينة البليدة، ويعرف إختصاراً باسم اتحاد البليدة، هو نادٍ رياضي جزائري تأسس رسمياً يوم 16 يونيو 1932 بمدينة البليدة وينشط حالياً في الرابطة الجزائرية المحترفة.

## تاريخ

### تأسيس النادي وبدايته

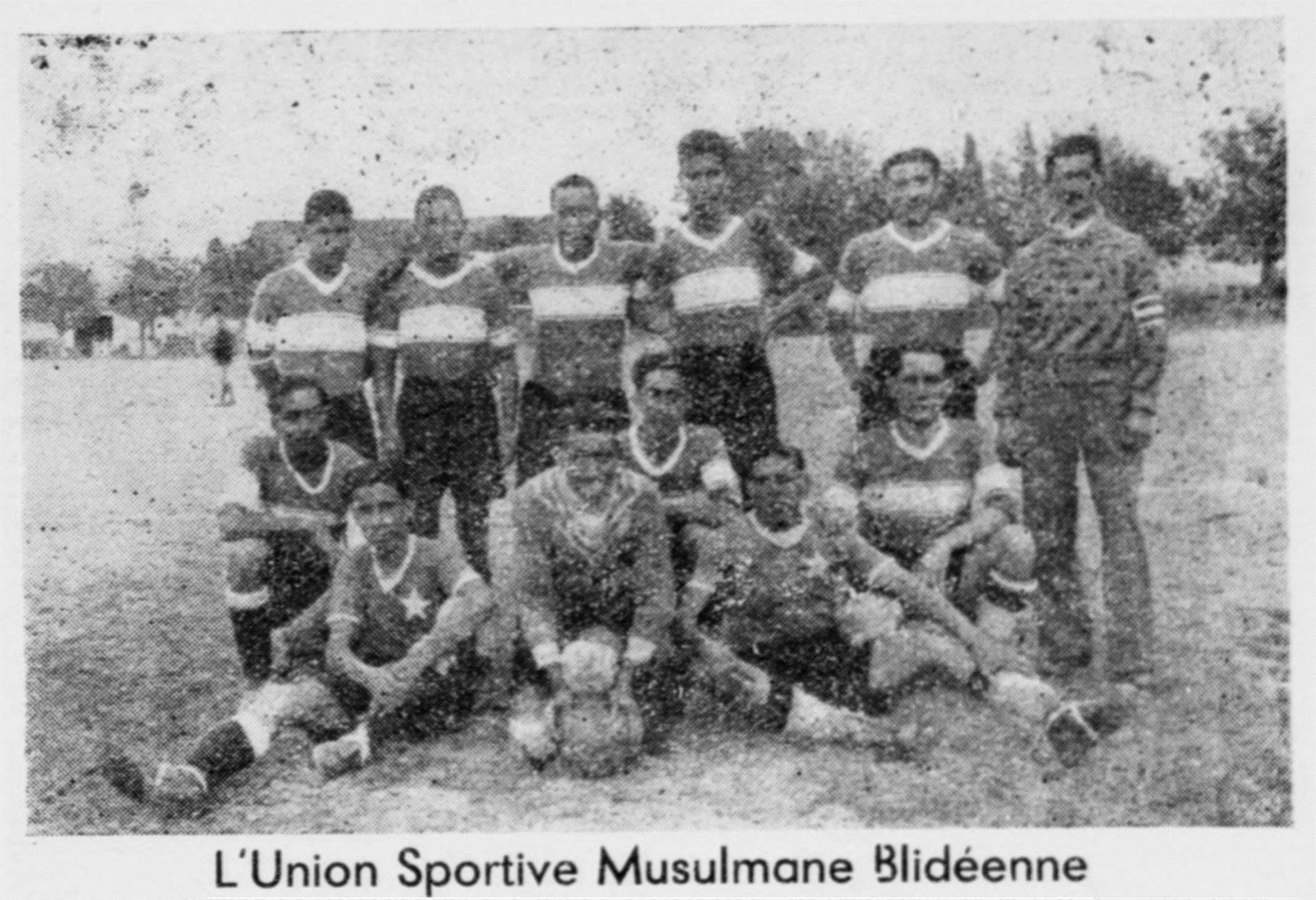
لاعبو اتحاد البليدة عام 1937

طرحت فكرة تأسيس النادي في العقد الثاني من القرن، وفي ذلك الوقت كان لمدينة البليدة فريق المستعمر ألا وهو نادي البليدة لكرة القدم (FCB)، وهو يعتبر من أقدم الأندية في شمال إفريقيا تأسس سنة 1904 وكان فخرا لمنطقة متيجة، وقد تولّدت الفكرة في أذهان الشباب البليديين المسلمين المتحمسين من حي الشعبي العربي (بالفرنسية: Place d'Arab)‏ وقرروا إنشاء نادي رياضي خاص بهم متكون من المسلمين فقط وكانت الفكرة قد راودت مؤسسيه بتكوين الفريق سنة 1922 وتم تسميته بنادي رياضي لمسلمي البليدة (بالفرنسية: Sporting Club Musulmane de Blida)‏ لكن الرابطة الفرنسية لم تمنح لهذا الفريق الاعتماد بسبب تسميته الإسلامية، وبعد عدة محاولات واتصالات وطلبات للرابطة الفرنسية لكرة القدم، تحصل الاتحاد الرياضي الإسلامي البليدي (بالفرنسية: Union Sportive Musulmane de Blida)‏ على الموافقة سنة 1928، لكن قوانين الاستعمار آنذاك كانت تجبر كل فريق يريد الدخول في المنافسة أن يضم في صفوفه على الأقل ثلاثة لاعبين يحملون الجنسية الفرنسية، وهو المبدأ الذي قبله البليديون، وبدأ في جلب اللاعبين من بين الرياضيين الجزائريين من مدينة البليدة ومن كل منطقة متيجة، أربع سنوات بعد ذلك ليعلنوا الميلاد الرسمي للاتحاد الرياضي الإسلامي البليدي في يونيو 1932. وأول من أشرف على رئاسة النادي هو بن عيسى خروبي، وعُقد أول اجتماع رسمي لمجلس إدارة النادي في 25 أغسطس 1932 بمقهى روبينسون (بالفرنسية: Le petit Robinson)‏ واجتمعت اللجنة في التاسعة مساءً، بن عيسى خروبي رئيس، براهم كنيط وعبد القادر بوشميت نائبا الرئيس، محمد عامر المدعو (بالفرنسية: Guillmette)‏ سكرتيراً، محمد بورزقي أميناً، وعضوية كلٍ من محمد تكارلي، محمد لعلام، محمد غزال ومحمد بلعربي وتمت الموافقة على تأسيس النادي وأصبح مقر الفريق بطريق الجزائر (بالفرنسية:  2, Rue d'Alger)‏.

### جيل الأربعينات والخمسينيات
وفي سنة 1939 تاريخ اندلاع الحرب العالمية الثانية توقفت البطولة، لتفسح المجال لمنافسة غير رسمية وهذا للمحافظة على لياقة اللاعبين. وبعد عودة انطلاق البطولة، ووجود الفريق وفي سنته الأولى في القسم الشرقي، لم يجد الفريق مواصفاته، وجد الفرق نفسه في القسم الأول أين لعب فعلا بعدما عاد الفريق للقسم الشرفي في المرتبة الأولى، وبانتصارات فاصلة في مقابلات إضافية للصعود... في مواجهة الاتحاد الرياضي للبليدة بنتيجة 6 مقابل 1 وكذلك 4 مقابل 0. وفي هذا القسم كانت تلعب أيضا مولودية العاصمة بجانب فرق فرنسية قوية.
كان الاتحاد الرياضي الإسلامي البليدي في سنة 1948/1949 مشكلا من اللاعبين: مناصر، زروقي، رقيق، منصوري... إلخ قد فشل بقليل في البطولة بعد أن احتل المراتب الأولى خلال عدة أسابيع. وبتاريخ 6 افريق 1954، لعب الاتحاد الرياضي الإسلامي البليدي في وهران نصف نهائي كأس شمال إفريقيا في مواجهة الاتحاد الرياضي الإسلامي لوهران، خسر بهدف 1 مقابل 0. وكان الفريق مكون من بايو، اوسر، خباطو (ق)، بوقرة، حاجي، شعلان، سبخاوي، براكني، معزوزة ودحمان. وفي سنة 1954 وبعد فوزه في الملعب البلدي للنجم الأحمر بنتيجة 5 مقابل 1 فإن الاتحاد الرياضي الإسلامي البليدي، انسحب من المنافسة لأن الكثير من لاعبيه التحقوا بالجبل، للتضحية من أجل الوطن.

### أثناء الثورة
بعد مرور 24 سنة عن تأسيسه وبالضبط 11 مارس 1956 انسحب الفريق من المنافسة نزولا عند نداء جبهة التحرير الوطني، وظل بعيدا عن النشاط الرياضي إلى غاية نيل الاستقلال. وكان الفريق حينها قد فقد 33 فردا قُتلوا.

### بعد الاستقلال

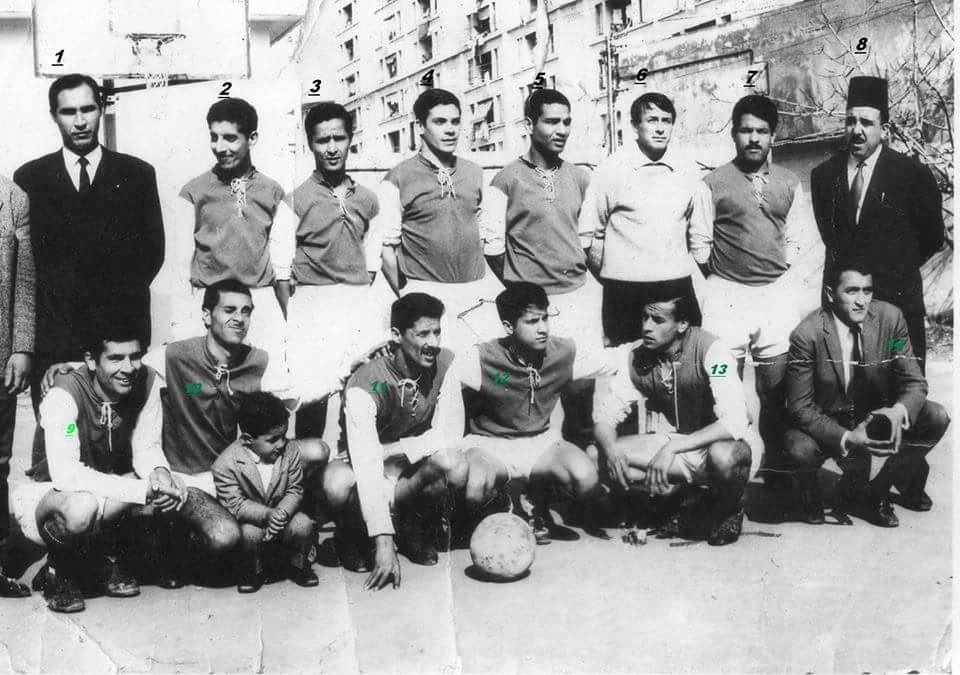
لاعبو اتحاد البليدة عام 1962

نتائج الحرب كانت حتمية والجماهير يعتقد فعلا أن اتحاد البليدة في حالة الطوارء والإنعاش. من شهر أغسطس 1962 في النشوة التي تلت الاستقلال قرر مسير اتحاد البليدة العودة إلى المنافسة الرياضية، السيد الهواري، حاجي، ماديد، أدوز، سيدي موسى وحاول البعض الآخر لإعادة بناء الفريق الذي قاطع كرة القدم خلال فترة الاستعمار في 1955. وسوف يقومون بدعوة مجموعة مختارة من الغرب في الملعب الدولي الجزائري (20 أغسطس حاليا) كما أنها فرصة للتعرف على مردود الفريق خلال 7 سنوات الاستعمار العشرات من أبناء الفريق كانوا غائبيين الذين سقطوا والأسلحة في يدهم لتحيا الجزائر، آخرين استنفذت قواهم عن طريق التعذيب، الوحشية، الترحيل والإذلال لذا فلا يمكنهم الدخول في المنافسة.
إتصل الاتحاد البليدي في اللاعبيين الباقيين ولقد عززت بلاعبين من المنطقة ومن بينهم فرنسيين ولدا في الجزائر: زراكوزي وبالدو تقمصا القميص الأخضر والأبيض حتى سن التقاعد. ويهتز الملعب البليدي مساء اليوم، الجمهور كان حاضرا بقوة لذلك فاز البليديون دون أية صعوبة ب 4 / 1، هذا النجاح الرمزي شجع الفريق البليدي بإعادة بناء فريق قوي الذي من شأنه أن يتطور قبل الالتحاق بالفرق القوية في البلاد وعلى الصعيد الوطني. خلال هذه السنة، التجربة كانت في القسم الشرفي، الاتحاد البليدي يلعب دون مبالاة أمام فرق صغيرة كانت تحقق نتائج كبيرة جدا 8/0 وما فوق و 11/0
وهذه الدعوة الجميلة لإنشاء قسم وطني الذي سيسمح للشباب الجزائريين لمعرفة المزيد. الوهرانيون الذين ينتقلون كل أسبوع إلى عنابة، القسنطنيون اتجاه الجزائر العاصمة والبليدة، وكانت أيضا فرصة لرؤية لاعبي حزب جبهة التحرير الوطني نهاية كل أسبوع. وهكذا ولدت أول فيديرالية جزائرية لكرة القدم وكان الدكتور معوش وزيبق أول المسؤولين عليها شرف الفوز الرسمي لأول الألقاب في الطبعة الأولى عاد إلى اتحاد العاصمة وأول كأس لوفاق سطيف. لقد كان عصر القوة لشباب بيلكور، السرب الأسود لقالمة ومنافسيه من الجزائر (نصر حسين داي، اتحاد العاصمة ومولودية الجزائر)، من وهران (ASMO, MCO,CAP,Médioni) l’ESM مستغانم، ومولودية سعيدة الاتحاد البليدي بقيادة كل من زراكوزي، بخا، شلان، أوسر، زهران، مازوزة، بالدو، غراش كانوا لا يقهرون. الجمهور كان مضمونا، سبخاوي وحده كان يستحق الانتقال لتشجيعه والبليديون يذكرون دائما قدراته في 1965 كان من الواجب أن تسجل اسمها في جدول المنافسة على السيدة الكأس بما أنها وصلت إلى النصف النهائي ضد المستغانميين. في المباراة النهائية فريق مولودية سعيدة
خلال هذه السنوات واصل الاتحاد البليدي بإظهار قوته وجذب الجماهير في جميع أنحاء الوطن، بن جيار المفاوض يتصل بكل من منصف وهنيا التونسيين ومونجي الليبي لتعويض اللاعبين الذين تقدموا في السن. الجمهور كان غفير جدا وفي تزايد مستمر ولكن هذا لا يمنع الاتحاد البليدي من اللعب كل مرة بصعوبة كبيرة في حين أن الأندية الصغيرة لا تزال تلعب دون مشكلة بين النخبة. أين كان يحتل مراتب متوسطة في البطولة الوطنية، موسم 1964-1965 المركز العاشر، موسم 1965-1966 المركز الثاني عشر، في عام 1967 ينهي مشواره في المرتبة الأخيرة وكثير من اللاعبين غادروا الفريق ومازوزي درب فرق أخرى (رائد القبة والشلف)
بعد مرور أربع سنوات، السماء البليدية كانت مظلمة بسبب عدم وجود نتائج جيدة قد عرفت الفرج. بطولة القسم الوطني الثاني مجموعة الوسط الغربي، الاتحاد البليدي سيواجه فريقين من مجموعة الوسط هو l’USSanté فإن هناك مكان واحد فقط في مجموعة الوسط لذلك يجب لعب المباراة الفاصلة وفي ملعب محايد، لقد تم تحديد مبارتين الأولى في تيزي وزو والأخرى في مليانة.
في مباريات الذهاب الاتحاد البليدي لم يحقق التعادل إلا في الدقائق الأخيرة من عمر المباريات وذلك بفضل اللاعب كلال. فإن USSanté كانت صعبة للغاية لأنها عززت فريقها بأكبر اللاعبين الجزائريين. 15 يوم بعد ذلك في مليانة كان عقلي وبراهيمي
منذ السنة الأولى في القسم الوطني الأول يصنف الاتحاد البليدي ضمن أفضل الفرق. سنة بعد ذلك يجد نفسه في الدور النصف النهائي لكأس الجزائر ضد اتحاد العاصمة الفريق الذي لا يقهر. ويتذكر أنصار البليدة هاتين المبارين المليئتين باندفاع الأعصاب والغضب مما أدى إلى إقصائها من المنافسة. والمرارة غير المستوعبة التي يعيشونها بما أن في سنة 1976 الاتحاد البليدي يجد نفسه قد هبط، إنها بداية السنوات السوداء للبليديين ولفريق الاتحاد.

### عام النكسة
بإجماع أغلب القدماء لاعبي اتحاد البليدة فإن سنة 1977 هي ذكرى سوداء في تاريخ الفريق، حيث فقد خلالها تسميته الحقيقية «الاتحاد الرياضي الإسلامي البليدي» وأصبح «نادي رياضي البليدي NRB» وسقط في هذه السنة إلى الدرجة السفلى، وكادت أن تنطفئ شمعته نهائيا لولا عودة أبناء الفريق الذين قرروا رفع التحدي والنضال مجددا من أجل استرجاع مجد اتحاد البليدة

### استعادة المجد الضائع
عاش الفريق في دوامة دامت 12 سنة وتقرر إعادة التسمية القديمة «الاتحاد الرياضي الإسلامي البليدي» بكلمة مدينة (USMB) وانطلق بعدها نجاح الفريق عاما بعد عام إلى أن وصل إلى حضيرة القسم الوطني الثاني سنة 1991.
1992 العودة إلى القسم الوطني الأول
سنة 1992، سجل الاتحاد عودته إلى القسم الوطني الأول بعد طول الغياب دام 17 سنة، ومنها انطلق في تسجيل النتائج الإيجابية، وكاد أن يهدي أنصاره أول لقب في موسم 1993-1994 الذي أنهاه في المركز الثالث قبل أن يصل سنة 1994 إلى الدور نصف النهائي من كأس الجمهورية ويقصى على يد شبيبة القبائل في وقت إن أهم إنجاز له في الكأس هو نهائي 1996 الذي خسره أمام مولودية وهران بنتيجة (1-0).
الانحطاط التي عاشها الفريق في المرحلة السابقة في مطلع صائفة عام 1992 صعد فريق اتحاد البليدة إلى القسم الوطني الأوّل تحت قيادة الرئيس الحاج بن دالي الذي كان يشغل منصب عضو مسيّر في المجلس الشعبي لبلدية البليدة، وعلى مدار الأربع سنوات الموالية يمكن القول إن نتائج الاتحاد كانت بين المدّ والجزر، فتارة يخيف منافسيه وتارة كان يتحوّل إلى أشبه بالأرنب التي تشتهي الذئاب أكل لحمه. في سنة 1995 بلغ زملاء الأخوين زواني بلال ورضا الدور نصف لكأس الجزائر وخسر أمام شبيبة القبائل بملعب 5 يوليو بضربات الجزاء، وفي العام الموالي 1996 خسر نهائي كأس الجزائر أمام مولودية وهران بهدف لصفر، وهي السنة التي عاد فيها الاتحاد إلى الدرجة الثانية تحت رئاسة الحاج بن دالي. فور سقوط الاتحاد إلى الدرجة الثانية ووفق ما تنص عليه قوانين الاتحادية عقد نادي اتحاد البليدة جمعيته العامّة انتخابية، وتمّ على إثرها انتخاب محمد زعيم رئيسا للفريق خلفا للحاج بن دالي، فراح البليديون يتسائلون من هو هذا القادر على رئاسة فريقهم؟ فالقلّة القليلة من كانوا يسمعون بمحمد زعيم. 1997... العودة إلى القسم الأوّل بداية مقصلة اللاّعبين لم يعمّر اتحاد البليدة طويلا في القسم الوطني الثاني، حيث لم يقض إلاّ موسما واحدا فقط في الدرجة الثانية ليعود من حيث قدم، كان ذلك في مطلع صائفة عام 1997 تحت إشراف المدرّب مزيان إيغيل. لكن في الوقت الذي كان فيه البليديون يعيشون نشوة عودة فريقهم إلى حظيرة الكبار اتّخذ الرئيس محمد زعيم قرارا فاجأ حتى أقرب النّاس إليه، وهو إبعاد جماعي لجميع اللاّعبين بمن فيهم أولئك الذين كانوا يشكّلون العمود الفقري للفريق. مقصلة اللاّعبين مسّت كلا من الأخوين زواني بلال ورضا وحكيم زان ومراد جحمون والحارس امحمد حانيشاد ومصطفى شانبيط، قبل أن يتراجع زعيم ويعيد بلال زواني، فيما أصرّ على عدم إعادة شقيق هذا الأخير رضا الذي فضّل الانتقال إلى فريق اتحاد العاصمة. ومن بين الأسماء التي قرّر زعيم الاستغناء عنها لاعب شبيبة القبائل مراد كروف وكاد يدفع ثمن سياسته في الاتحاد غاليا، فلولا قانون الرّحمة الذي تمّ تطبيقه في موسم 1997/1998 لكان مصير الاتحاد العودة من حيث قدم إلى القسم الوطني الثاني بعد أن خسر اللّقاء الفاصل من أجل البقاء أمام مولودية قسنطينة بملعب الوحدة المغاربية ببجاية.
في هذه المرحلة كان يشرف على الفريق الزعيم الذي كان يقود الفريق وهو الذي لم يكن له تجربة سابقة في مجال الرياضة لكن حقق نتائج طيبة وكانت تلعب في تلك الفترة ألمع العناصرة الجزائرية في تشكيلة الاتحاد وكان أيضا يضم لاعب برازيلي وصف بالموهوب وصنفه خبراء الكرة بأنه أحسن لاعب محترف لعب في البطولة الوطنية لحد الآن إنه دي أوليفيرا لتتوالى المواسم وهو في القسم الوطني ألأول يلعب على المراتب المتقدمة لعب الفريق نصف نهائي آخر ضد مولودية وهران الذي لعب بوهران وتوقف بسبب أعمال الشغب ليعاد بعد توقف جميع اللاعبين عن التدرب في مدينة عنابة وينهزم مثلما كان متوقع في موسم 2003-2002 احتل الفريق المرتبة الثانية وضيع أيضا البطولة باعجوبة بقيادة المحنك إفتيسان وأرمادة من اللاعبين ولعب الموسم 2004 رابطة أبطال العرب في نسختها الأولى حيث أوقعته القرعة في الدور الأول ضد نادي المغرب الفاسي الذي فاز عليه في المغرب ب 3-1 ولينهز الفريق في تشاكر ب 1-0 لكن دوري المجموعات لم يرحمه أين وضعه مع الصفاقس والترجي التونسيين والزمالك المصري أين حقق نتائج طيبة في مرحلة الذهاب كتحقيق التعادل أمام الزمالك على ملعب القاهرة الدولي لكنه خسر بثنائية نظيفة في مباراة الإياب بحكم غياب التجربة أمام الفريق المصري، وودع المنافسة لتتوالى المواسم والفريق لم يحقق أي لقب لتاتي فترة أخرى إنه فترت الرخاء المادي كما يصفها البعض بفترة الرئيس زحاف الذي كان يحلم ببناء فريق قوي أين استقدم ألم النجوب في مقدمتهم اللاعب الذي حطم كل الأرقام بمبلغب مليار ونصف مقابل عامين إنه عبد المجيد طهراوي القادم من أولمبي الشلف لكن المال وحده لا يكفي في غياب التسيير الراشد وأهم إنجازات هذه المرحلة الوصول إلى نصف النهائي سنة 2007 ضد مولودية الجزائر حامل اللقب بضربات الترجيح بعد أن قدم أشبال مواسة مقابلة في القمة استحقوا بها الوصل إلى النهائي في الفترة الأخير كانت الكأس تعتبر أهم منافسة للبلديين مع احتلال مراتب محترمة أين كان في كل موسم يصل إلى أدوار متقدمة من كاس الجمهورية لكن للأسف....... والأعوام الثلاث أخيرة يعاني الفريق كل موسم أين يضطر إلى الانتظار حتى الجولة الأخيرة لتحقيق البقاء والجمهور البليدي كله تحسر على ما يحدث بداخل البيت وكل هذا من تحت المسير.

### موسم 2015-2016
في عام 2015، توج نادي اتحاد البليدة بطلا لدوري الدرجة الثانية لكرة القدم بعد فوزه بنتيجة 1-0 على فريق أمل مروانة، وهو ما ضمن له الصعود إلى دوري المحترفين الجزائري لكرة القدم لأول مرة منذ غادره في موسم 2010-2011.

## مشاركات الدولية
شارك الاتحاد الرياضي لمدينة البليدة في منافستين دولتين فقط. كانت الأولى سنة 1996 وهي بطولة الأندية العربية لأبطال الدوري التي أقيمت في مصر، غير أن مشاركته لم تكن موفقة حيث أوقعته القرعة في المجموعة الأولى مع النادي الأهلي المصري وأنهزم أمامه بنتيجة (5-1) ليخرج من الدور الأول لمنافسات البطولة. وكانت المشاركة الثانية بعد مرور تسع سنوات عندما أراد البليديون رفع التحدي وافتكاك لقب بطل منافسة كأس رابطة أبطال العرب، ورغم أن البداية كانت قوية لرفقاء زواني إلا أن إقصاء الفريق من هذه المنافسة كان مرّا ولم يهضمه أنصار الفريق، خاصة بعد هزيمة الفريق أما الترجي التونسي بنتيجة (5-0) بملعب مصطفى تشاكر أمام دهشة آلاف البليديين.